# ویکتوریا ویکس
ویکتوریا ویکس (انگلیسی: Victoria Wicks؛ زادهٔ ۱۸ آوریل ۱۹۵۹) بازیگر اهل انگلستان است.
از فیلم‌ها یا مجموعه‌های تلویزیونی که وی در آن‌ها نقش داشته‌است، می‌توان به اسکینز، پوآرو، ایست‌اندرز، شاهد خاموش، شرلوک، دکتر هو، خانواده من، تلفات، چیزی که یک دختر می‌خواهد، برج و بازی تقلید اشاره نمود.